# Hohenberg
Hohenberg osztrák mezőváros Alsó-Ausztria Lilienfeldi járásában. 2019 januárjában 1519 lakosa volt. 

## Elhelyezkedése

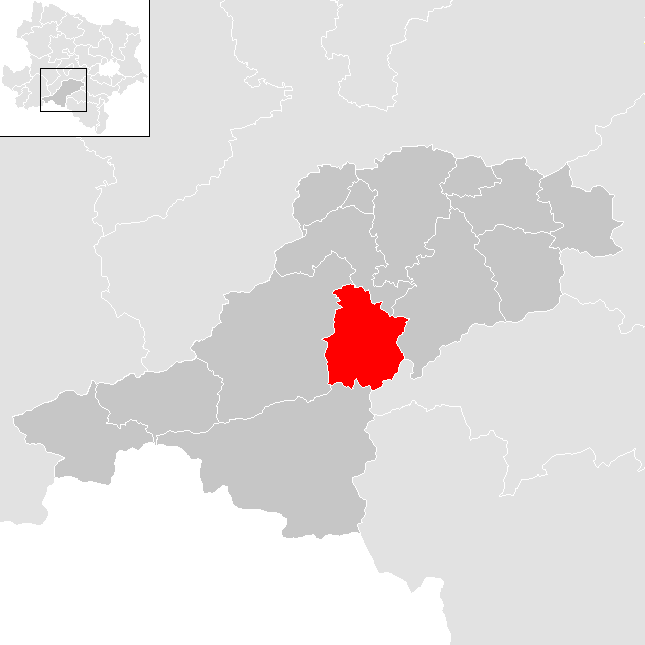
Hohenberg a Lilienfeldi járásban

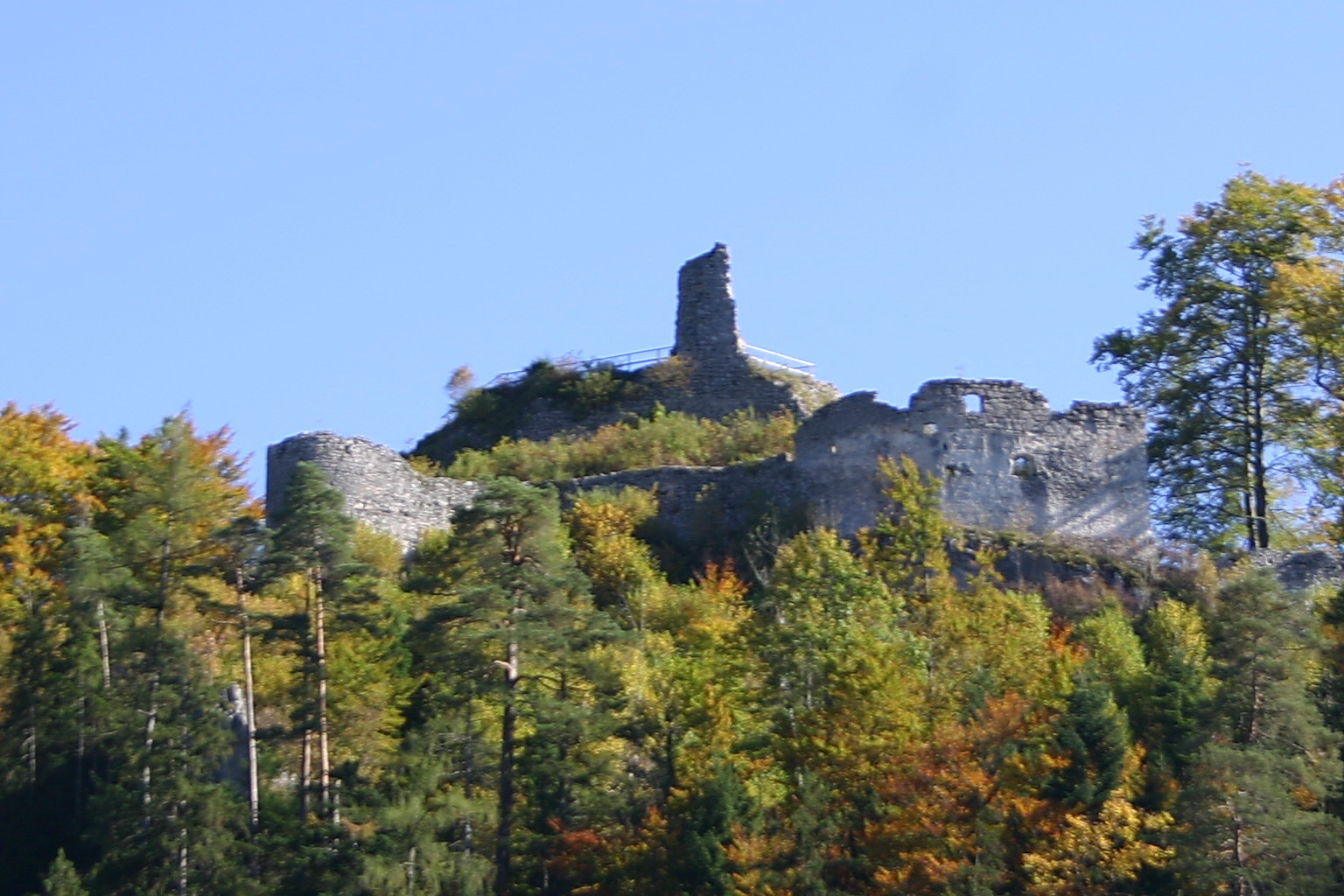
Hohenberg várának romjai

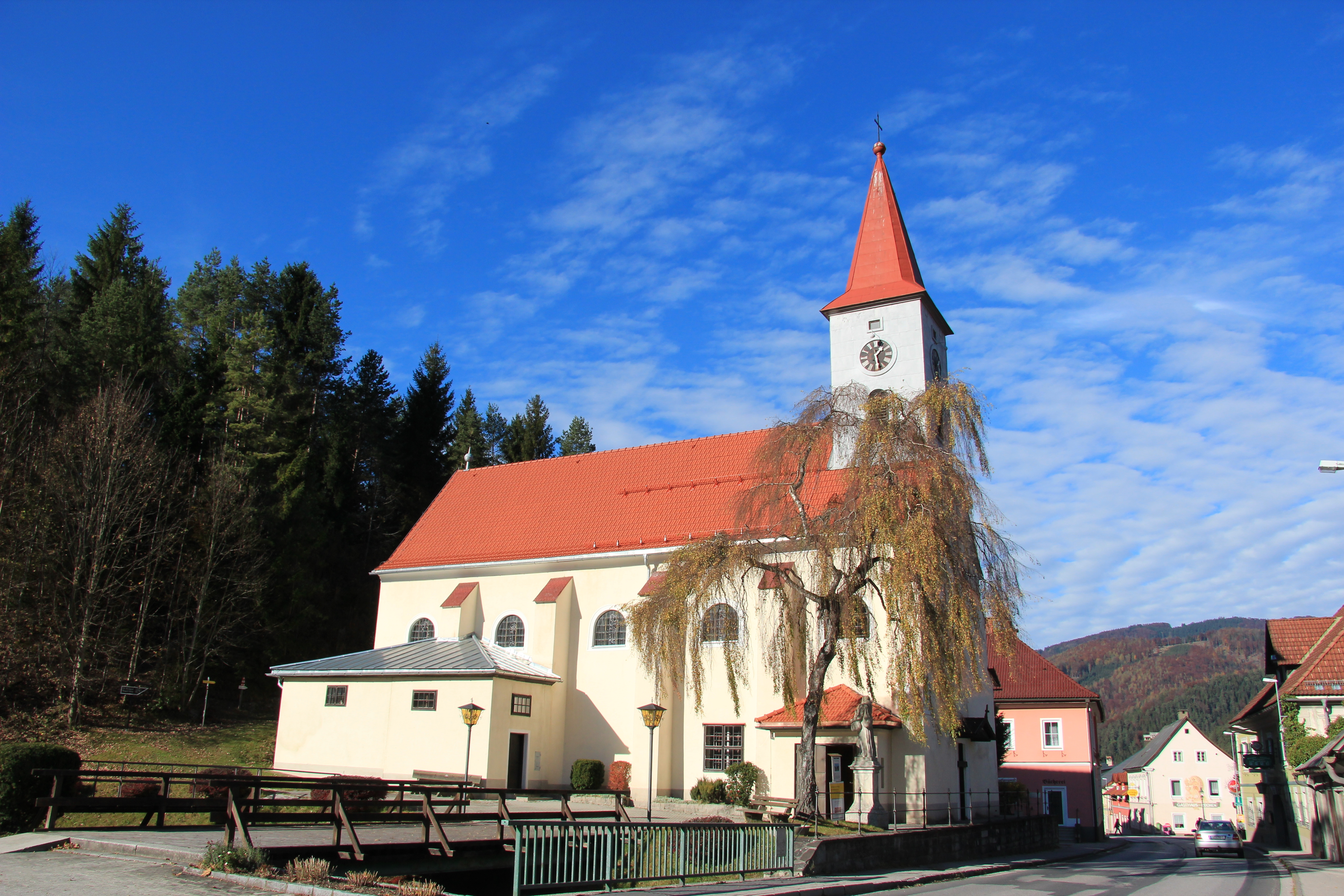
A Szt. Jakab-plébániatemplom

Hohenberg a tartomány Mostviertel régiójában fekszik a Gutensteini-Alpokban, az Unrechttraisen folyó mentén. Területének 84,7%-a erdő. Az önkormányzat 5 településrészt, illetve falut egyesít: Andersbach (44 lakos 2019-ben), Furthof (265), Hofamt (249), Hohenberg (846) és Innerfahrafeld (115).  
A környező önkormányzatok: délnyugatra Sankt Aegyd am Neuwalde, nyugatra Türnitz, északra Lilienfeld, északkeletre Kleinzell, délkeletre Rohr im Gebirge.  

## Története
A település Hohenberg váráról kapta a nevét, amelyet a 13. században épített Dietrich von Hohenberg. A települést 1325-ben említik először, amikor önálló egyházközséggé vált és ekkor már mezővárosként hivatkoznak rá. 1407-ben, amikor háború tört ki Kövér Lipót és Vas Ernő hercegek között a kiskorú V. Albert fölötti felügyeleti jogért, a vár akkori ura, I. Hans von Hohenberg az utóbbi pártjára állt. Amikor Lipót büntetőexpedíciót küldött ellene, a lilienfeldi apátságban keresett menedéket. 1482-ben III. Hans von Hohenberg a III. Frigyes császár ellen vonuló Mátyás magyar király rendelkezésére bocsátotta várait, Hohenberget, Merkensteint és Kreisbachot. Később a császári seregek ezért megostromolták Hohenberget, de nem tudták bevenni. A család 1529-ben kihalt és a birtok több kézen át Hans Balthasar von Hoyoshoz került, aki azonban nem itt élt, így a lakatlan vár néhány évtized alatt lepusztult. 

## Lakosság
A hohenbergi önkormányzat területén 2019 januárjában 1519 fő élt. A lakosságszám a csúcspontját 1910-ben érte el 2554 fővel, azóta folyamatos csökkenés tapasztalható. 2017-ben a helybeliek 92%-a volt osztrák állampolgár; a külföldiek közül 1,4% a régi (2004 előtti), 3,3% az új EU-tagállamokból érkezett. 1,8% a volt Jugoszlávia (Szlovénia és Horvátország nélkül) vagy Törökország, 1,4% egyéb országok polgára volt. 2001-ben a lakosok 71,6%-a római katolikusnak, 7,8% evangélikusnak, 4,2% mohamedánnak, 14,3% pedig felekezeten kívülinek vallotta magát. Ugyanekkor 2 magyar élt a mezővárosban; a legnagyobb nemzetiségi csoportot a német (93,8%) mellett a szerbek alkották 1,4%-kal. 

## Látnivalók
- Hohenberg várának romjai
- a Szt. Jakab-plébániatemplom

## Fordítás
- Ez a szócikk részben vagy egészben  a   Hohenberg (Niederösterreich) című német Wikipédia-szócikk ezen változatának fordításán alapul.  Az eredeti cikk szerkesztőit annak laptörténete sorolja fel. Ez a jelzés csupán a megfogalmazás eredetét és a szerzői jogokat jelzi, nem szolgál a cikkben szereplő információk forrásmegjelöléseként.